# Д’Аморе, Крешенцо
Крешенцо Д’Аморе (итал. Crescenzo D'Amore; 2 апреля 1979, Неаполь — 1 декабря 2024, Помильяно-д’Арко) — итальянский шоссейный велогонщик, выступавший на профессиональном уровне в период 2000—2011 годов. Чемпион мира среди юниоров, участник многих престижных гонок на шоссе, в том числе двух гранд-туров «Джиро д’Италия».

## Биография
Крешенцо Д’Аморе родился 2 апреля 1979 года в Неаполе, Италия.
Впервые заявил о себе на международном уровне в сезоне 1996 года, когда вошёл в состав итальянской национальной сборной и побывал на трековом чемпионате мира среди юниоров в Словении, откуда привёз награду серебряного достоинства, выигранную в гите на 1 км.
В 1997 году на шоссейном мировом первенстве в Сан-Себастьяне обошёл в гонке юниоров всех своих соперников и завоевал золотую медаль.
В 1999 году отметился победой в однодневной гонке «Виченца — Бьонде».
Дебютировал на профессиональном уровне в сезоне 2000 года, присоединившись к итальянской команде Mapei-Quick Step. Одержал с ней победу на одном из этапов «Вуэльты Аргентины», стал бронзовым призёром гонки «Трофей Порича» в Хорватии, проехал такие гонки как «Тур де л’Авенир», «Тур Лимузена», «Тур Дании», «Тур Швеции», «Тур Даун Андер» и др.
В 2002 году перешёл в Cage Maglierie-Olmo, а следующий сезон провёл в Tenax. В это время впервые принял участие в гранд-туре «Джиро д’Италия», однако полностью преодолеть всю дистанцию не смог — на 14 этапе не уложился в лимит времени и вынужден был завершить выступление.
Период 2004—2006 годов провёл в проконтинентальной команде Acqua & Sapone. С ней снова выступил на «Джиро д’Италия», на сей раз преодолел все этапы, занял 122 место в генеральной классификации и 14 место в очковой классификации. Одержал победу на одном из этапов многодневной гонки «Международная неделя Коппи и Бартали», отметился выступлениями в таких престижных гонках как «Тур Польши», «Вуэльта Бургоса», «Вуэльта Каталонии», «Четыре дня Дюнкерка», «Тиррено — Адриатико».
В 2007 году перешёл в клуб OTC Doors-Lauretana, так же имевший проконтинентальный статус. Выступил в его составе в гонках высшей категории «Джиро дель Лацио» и «Милан — Турин».
Последний раз показывал сколько-нибудь значимые результаты на международном уровне в сезоне 2011 года в составе команды Androni Giocattoli, с которой помимо прочего принял участие в «Туре Лангкави».
Д’Аморе погиб 1 декабря 2024 года во время дорожно-транспортного происшествия в Помильяно-д’Арко в возрасте 45 лет.